# Súlypont

A háromszög súlypontja

Ez a szócikk a súlypont mértani értelmezéséről szól. A fizikai értelmezéshez lásd a tömegközéppont szócikket!
A geometriában, síkban egy síkidom súlypontján a síkidomot egyenlő elsőrendű nyomatékú részre osztó egyenesek metszéspontját nevezzük. N dimenziós esetre általánosítva: az {\displaystyle X} test súlypontjának azon N-1 dimenziós hipersíkok metszéspontját nevezzük, amelyek {\displaystyle X}-et egyforma  elsőrendű nyomatékú részre osztják az N dimenziós térben. Egyszerűbben megfogalmazva, {\displaystyle X} összes pontjának „átlaga”.
Egy fizikai test mértani súlypontja egybeesik a tömegközéppontjával, ha a test állandó sűrűségű. Az állandó sűrűség elégséges, de nem szükséges feltétel.

## A háromszög és a tetraéder súlypontja
A háromszög súlypontja a súlyvonalak (a csúcsokat a szemközti oldalak felezőpontjával összekötő vonalak) metszéspontja. A súlypont a súlyvonalakat 2:1 arányban osztja úgy, hogy a csúcstól távolabb van. Ahogy a jobb oldali ábra mutatja, a súlypont az oldal és a szemközti csúcs közötti merőleges távolság 1/3-ánál található.
A súlypont megegyezik a háromszög tömegközéppontjával, ha a háromszöglap állandó sűrűségű anyagból készült. A súlypont koordinátái Descartes-féle derékszögű koordináta-rendszerben a csúcspontok koordinátáinak számtani közepével egyezik meg.
Hasonló a helyzet a tetraédernél: ennek súlypontja a csúcspontokat a szemközti oldallap súlypontjával összekötő szakaszok metszéspontjában van. Ezeket a szakaszokat a súlypont 3:1 arányban osztja úgy, hogy a csúcstól messzebb esik. Ezt az eredményt könnyen lehet általánosítani {\displaystyle n}-dimenziós szimplexekre.

## Kúpok és gúlák súlypontja
A kúpok és a gúlák súlypontja a csúcsot az alap súlypontjával összekötő szakaszon van, 3:1 arányban osztja azt, úgy hogy a csúcstól távolabb esik a súlypont.

## Súlypont és konvexitás
Egy konvex test súlypontja mindig a testen belül található. Ez a konkáv objektumokra nem minden esetben igaz; például egy gyűrű, vagy egy vödör súlypontja a test középső, üres részében található.

## A súlypont definíciója integrállal
Egy síkidom súlypontjának abszcisszáját az alábbi képlettel lehet kiszámolni: 
{\displaystyle {\frac {\int xf(x)\;dx}{\int f(x)\;dx}}},
ahol {\displaystyle f(x)} az idom {\displaystyle x}-re merőleges mérete {\displaystyle x}-nél. Ez az összefüggés a terület y tengelyre vett elsőrendű nyomatékából vezethető le.
Ugyanez az összefüggés írható le egy {\displaystyle \mathbb {R} ^{n}} dimenziós térben lévő objektum súlypontjának bármelyik {\displaystyle i} dimenziójára, feltéve, hogy {\displaystyle f(x)} az objektum keresztmetszetének {\displaystyle (i-1)}-dimenziós mérete az {\displaystyle x} koordinátánál.
Megjegyezzük, hogy a nevező egyszerűen az objektum {\displaystyle n}-dimenziós mértéke. Abban a speciális esetben, ha f normalizált, vagyis a nevező 1, a súlypont f közepe.
A képlet nem alkalmazható, ha az objektum mértéke zéró, vagy bármelyik integrál divergál.
Ha az objektum rendelkezik egy vagy több szimmetria-tengellyel, a súlypont mindig a szimmetria-tengelyre esik.

## Külső hivatkozások
- Háromszög súlypontja Írta: Antonio Gutierrez a Geometria lépésről lépésre az inkák földjén-ből.
- A súlypont tulajdonságai cut-the-knot